# Index Medicus
Index Medicus (IM) fue una publicación de la Biblioteca Nacional de Medicina de los Estados Unidos que reagrupa textos de las principales revistas biomédicas y de medicina, principalmente estadounidenses y en menor medida internacionales. La publicación comenzó en 1879 y llegó a su fin en 2004 con el volumen número 45, cuando la base de datos MEDLINE tomó el relevo.

## Historia
Index Medicus fue iniciado por John Shaw Billings , jefe de la Biblioteca de la Oficina del Cirujano General , Ejército de los Estados Unidos . Esta biblioteca más tarde se convirtió en la Biblioteca Nacional de Medicina de los Estados Unidos (NLM). Para una publicación tan importante durante muchos años, la historia naturalmente involucró muchos cambios a medida que la gente moría y las fuentes de financiación cambiaban.